# 포곡 나들목
포곡 나들목(Pogok IC)은 경기도 용인시 처인구 포곡읍 영문리에 설치된 수도권제2순환고속도로의 4번 나들목이다. 2022년 3월 21일에 개통되었다.

## 연혁
- 2016년 12월 27일 : 이천 ~ 오산고속도로 신설을 위해 용인시 도시계획시설 교통광장에 처인구 포곡읍 영문리 일원을 포곡 나들목으로 고시[1]
- 2022년 3월 21일 : 수도권제2순환고속도로 동탄 ~ 곤지암 구간 개통과 함께 통행 개시[2]

## 구조물 정보
- 위치 : 경기도 용인시 처인구 포곡읍 영문리

- 화성광주고속도로(주) 본사: 경기도 용인시 처인구 포곡읍 석성로 1127-33

## 접속하는 도로
- 석성로